# Pero delauta
Pero delauta là một loài bướm đêm trong họ Geometridae.